# Simpulopsis rufovirens
Simpulopsis rufovirens là một loài ốc sên nhiệt đới trong họ Simpulopsidae.
Tên riêng rufovirens đề cập đến màu sắc của loài này. Tên chứa hai từ tiếng Latin là "rufus", có nghĩa là màu đỏ hoặc hơi đỏ và "virens", có nghĩa là màu xanh lá cây.

## Phân bố
Phạm vi phân bố của Simpulopsis rufovirens bao gồm Brazil.
|  |  |

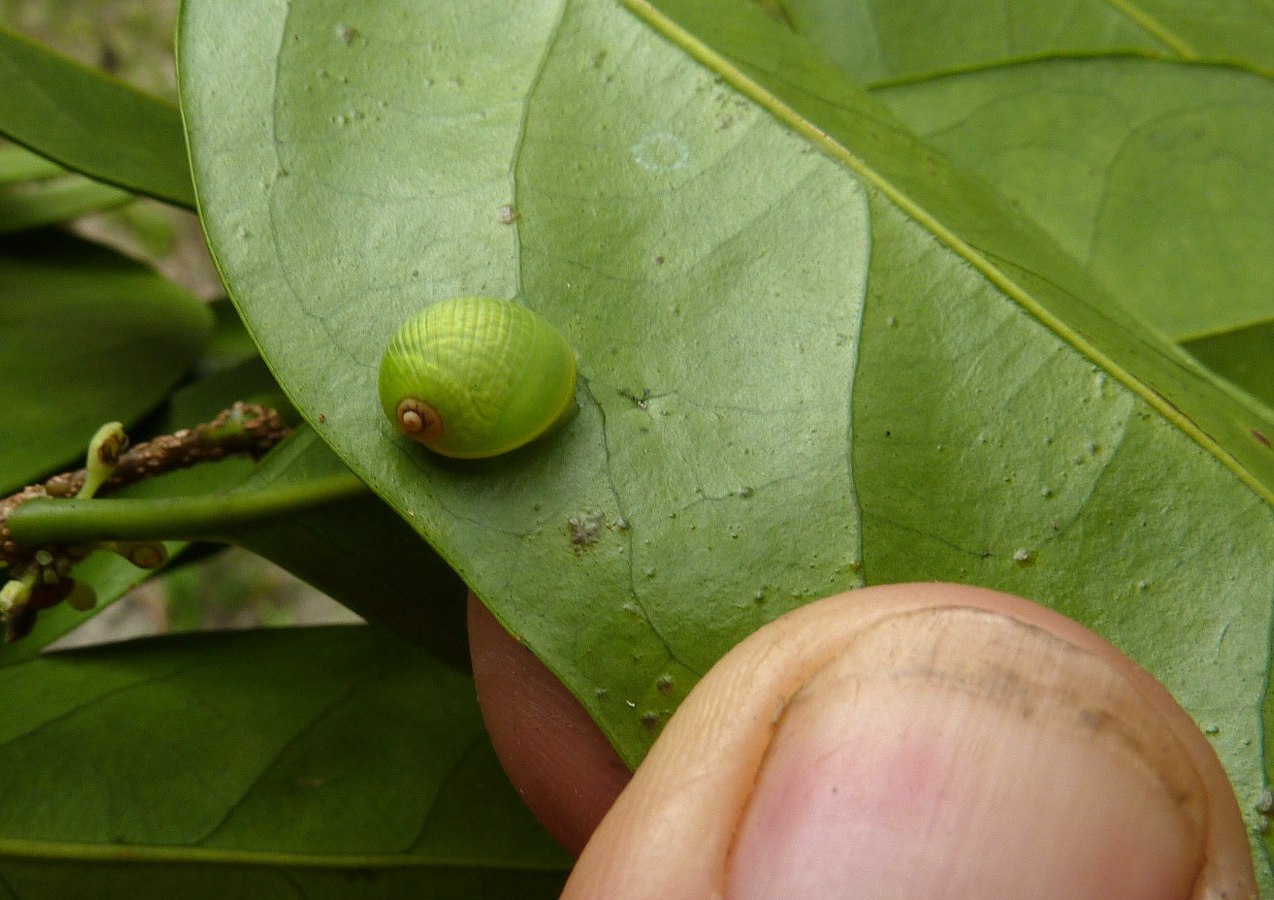
Simpulopsis rufovirens trên lá cây

This article incorporates public domain text from the reference